# Gravity (canción de Hovig)
«Gravity» —[ˈɡɹævɪti]; en español: «Gravedad»— es una canción compuesta por Thomas G:son e interpretada en inglés por Hovig. Fue elegida para representar a Chipre en el Festival de la Canción de Eurovisión de 2017 mediante la elección interna de la Corporación Chipriota de Radiodifusión (CyBC). Se lanzó públicamente el 1 de marzo de 2017.

## Festival de Eurovisión

### Festival de la Canción de Eurovisión 2017
Esta fue la representación chipriota en el Festival de Eurovisión 2017, interpretada por Hovig.
El 31 de enero de 2017 se organizó un sorteo de asignación en el que se colocaba a cada país en una de las dos semifinales, además de decidir en qué mitad del certamen actuarían. Como resultado, la canción fue interpretada en 15º lugar durante la primera semifinal, celebrada el 9 de mayo de 2017. Fue precedida por la República Checa con Martina Bárta interpretando «My Turn» y seguida por Armenia con Artsvik interpretando «Fly with Me». La canción fue anunciada entre los diez temas elegidos para pasar a la final, y por lo tanto se clasificó para competir en esta. Más tarde se reveló que el país había quedado en quinto puesto con 164 puntos.
El tema fue interpretado más tarde durante la final el 13 de mayo, precedido por Reino Unido con Lucie Jones interpretando «Never Give Up on You» y seguido por Rumania con Ilinca y Alex Florea interpretando «Yodel It!». Al final de las votaciones, la canción había recibido 68puntos (36 del jurado y 32 del televoto), y quedó en 21.er lugar de 26.